# (1511) Daléra
(1511) Daléra es un asteroide que forma parte del cinturón de asteroides y fue descubierto el 22 de marzo de 1939 por Louis Boyer desde el observatorio de Argel-Bouzaréah, Argelia.

## Designación y nombre
Daléra recibió al principio la designación de 1939 FB. Posteriormente, se nombró en honor de Paul Daléra, amigo del descubridor.

## Características orbitales
Daléra está situado a una distancia media del Sol de 2,358 ua, pudiendo acercarse hasta 2,101 ua. Su inclinación orbital es 4,069° y la excentricidad 0,109. Emplea en completar una órbita alrededor del Sol 1323 días.